# 羅賓·道爾頓
羅賓·安·道爾頓 AM（英語：Robin Ann Dalton，1920年12月22日—2022年7月8日）是一名澳大利亞文學經紀人、電影製片人和回憶錄作家，成年後大部分時間居住在倫敦。她也是一名記者、電視演員和間諜。

## 生平
道爾頓在1920年出生於雪梨，是家中的獨生女，在新南威爾斯州的國王十字長大。她的父親是一名醫生，其客戶包括雪梨黑社會的成員以及更受尊敬的社會成員。她在十幾歲時就經常出現在雪梨報章的社交版面上。她在1940年與一名叫約翰·斯賓賽（John Spencer）的大律師的婚姻沒有持續太久，因為他以通姦為由與她離婚。
在西南太平洋地區軍械部擔任指揮官秘書時，她認識第三代米爾福德黑文侯爵大衛·蒙巴頓，他是菲利普親王的表弟，也是他與伊莉莎白公主婚禮上的伴郎，兩人很快陷入熱戀。1946年她飛往倫敦，但礙於她的離婚身分，蒙巴頓不被允許與之成婚。但在這個時期，她得以出入英國上流社會，結識許多國際名人，並導致她受朱拉王子之託為泰國政府進行間諜工作。
之後她遇到一名叫艾米特·道爾頓（Emmet Dalton）的愛爾蘭醫生，並於1953年與其結婚。他們有兩個孩子，麗莎和西默斯，但艾米特在33歲時突然死於心臟手術。1963年，她開始與威廉·弗萊查爾德的生活，後者於1992年成為她的第三任丈夫，2000年逝世。
道爾頓成為一名文學和演員經紀人，為瓊·考琳絲、瑪格麗特·德拉布爾、亞瑟·米勒、艾瑞斯·梅鐸、艾德納·奧布賴恩、索妮亞·歐威爾、約翰·奧斯本、露絲·鮑爾·賈華拉、伯尼斯·魯本斯、大衛·斯托里、班·特拉弗斯、阿諾·維斯克和田納西·威廉斯等作家；以及勞倫斯·奧立佛、路易·馬盧和彼得·威爾等電影製片人代理。
她製作了《埃瑪的戰爭》（1987年）、（1988年）、《鄉村生活》（1994年）和《奧斯卡與露辛達》（1997年）等電影。

## 榮譽
她於2013年被授予澳大利亞勳章，以表彰她「作為製片人、文學經紀人和作家對電影業的重大貢獻，以及作為新興演員和作家的導師」。

## 書籍作品

### 回憶錄
- 《Aunts Up the Cross》（1965）
- 《An Incidental Memoir》（1998）
- 《One Leg Over》（2017）

### 小說
- 《My Relations》

## 延伸閱讀
- Happy 100th Birthday to a Great Australian （页面存档备份，存于）